# Црква Светих Срђа и Ваха
Црква Светих Срђа и Ваха (грч. Ἐκκλησία τῶν Ἁγίων Σεργίου καὶ Βάκχου ἐν τοῖς Ὁρμίσδου) односно Мала Аја Софија (тур. Küçuk Ayasofya Camii) некадашња је византијска црква (од почетка XVI века се користи као џамија) која представља један од најзначајнијих примерака рановизантијске архитектуре у Цариграду. Подигли су је Јустинијан I (527—565) и Теодора, највероватније између 530. и 533. године, за потребе Монофизита који су живели у Хормидасовом дворцу захваљујући царичиној наклоности коју су уживали. Црква има правоугаону основу са касније (такође у VI веку) додатим нартексом и високом осмостраном куполом која има 8 прозора и 16 ребара. У њеној унутрашњости се издвајају носећи стубови са украсном пластиком, као и галерија односно други спрат. Цркву је обновио Василије I (867—886), највероватније након земљотреса 869. године, а током отоманског периода дозидани су јој минарет и отворени трем. Када је подигнута, делила је нартекс и зид, највероватније северни, са дворском црквом светих апостола Петра и Павла, коју је такође подигао Јустинијан I. Она је по изгледу вероватно подсећала на цркву у Студијском манастиру, а нестала је врло брзо након VI века. Црква Срђа и Ваха је, са друге стране, постала манастирско средиште, а о њеном значају говори и спис „О церемонијама“, византијског цара Константина Порфирогенита (913—959), настао средином X века, у коме се помиње да је црква била повезана са Великим двором посебним ходником, којиме су цар и његова пратња стизали директно на њену галерију. Црква је била смештена у близини морског бедема на Мраморном мору, недалеко од хиподромског Сфендона.
Након слома великог словенског устанка, поразом код Пауна крајем 1072. године, његов вођа Константин Бодин (1081—1101) је као заробљеник послан најпре у Цариград, а потом у Антиохију. Током боравка у византијској престоници, био је затворен у цркви светих Срђа и Ваха.
Почетком XXI века, изведени су радови на обнови саме грађевине који су окончани крајем 2006. године. Током њих откривени су остаци оригиналног мермерног пода, као и делови конструкције, који су заштићени провидним плочама и данас су доступни јавности. Током радова на њеној санацији, уређен је и простор непосредно око ње, који је претворен у омањи парк. Сама грађевина се данас користи као џамија, али је отворена за посетиоце у доба када је муслимански верници не користе за молитве. Налази се на крају истоимене улице, а непосредно уз њу пролази железничка пруга.